# 丸山圭子
丸山 圭子（まるやま けいこ、1954年5月10日 - ）は、日本のシンガーソングライター、元大学教員。1976年の「どうぞこのまま」の大ヒットで知られる。埼玉県浦和市（合併後：さいたま市浦和区）出身。ドリーム・ウィーバーと業務提携。

## 人物・来歴
自宅は子供の頃に出来た南浦和駅の近くにあった。両親とも教師で、「音楽の道に進まなかったら、大学の教育学部に進学して先生になっていたと思う」と述べている。二つ年上に姉の影響で、3歳からピアノを習う。小学校高学年で浦和児童合唱団にも入る。中学時にフォークソングが流行したことから、自身も友達のギターを借りジョーン・バエズから五つの赤い風船、ベッツィ&クリスなどを弾き語る。16歳の頃から作詞・作曲を始める。ただし当時はまだ音楽よりスポーツ中心の毎日を送っていた。
高校は埼玉県立浦和第一女子高等学校に入学。友達3人で「サンデースプリング」というバンドを結成したが、当時はフォークギターを持つだけでも問題視される時代で、職員室に呼ばれたという。カバー中心で練習して、遊びでオリジナル曲を作る程度の活動だった。同校の文化祭「一女祭」は、当時2万人ぐらい集まり、「五つの赤い風船」のコピーや、「赤い鳥」の「竹田の子守唄」などを歌った。1972年冬のニッポン放送主催「VIVA唄の市」に自作曲「しまふくろうの森」で出場し予選で入賞、神田共立講堂で行われた全国大会でも入賞する。
CBSソニーとエレックレコードの両方から誘いを受けたが、当時のCBSソニーは天地真理や郷ひろみなど、アイドルのイメージがあり、エレックはシンガーソングライターの走り・吉田拓郎がブレイク中で、周りから曲を作りながら歌っていったほうがいいとアドバイスを受け、アーティスト系の形のところに入りたいと考え、エレックに入社した。入社した途端、吉田拓郎はCBSソニーに移籍した。1972年11月、エレックよりアルバム『そっと私は』、シングル「心の中の」をリリース。アレンジは拓郎のデビューアルバム『青春の詩』のレコーディングに参加した澤田駿吾が手掛け、ボサノバを得意とする澤田の起用が丸山の音楽性を方向付け、AOR要素を先取りしたとも評価される。1973年1月から2年半にわたりラジオ関東で『キョーリンヘルスフォーク・圭子のソネット』という10分間の帯番組を担当、番組中で制作した120曲の音源の一部は、1977年にアルバム『花紋様』としてリリースされた。1973年、ケメ脱退後のピピ&コットに加入。ピピ&コットは海援隊と競い合わされたが、海援隊が「母に捧げるバラード」でブレイクし、取り残された気持ちがしたという。スタッフが凄腕で、売れてないバンドなのにバンドで『ぎんざNOW!』（TBSテレビ）や、『ヤング・インパルス』（テレビ神奈川）の司会を務めるなどレギュラーを5本持った。当時の音楽メディアから美人歌手、美人シンガーなどと書かれた。当時のエレックはレジェンド揃いで、スタジオ・ミュージシャンとしてエレックに出入りしていたCharや伊藤薫、山下達郎らにもレコーディングを手伝ってもらった。
ピピ&コット解散後、エレックが潰れたため、ミュージカルステーションの金子洋明の仲介で、キングレコードに移籍し、1976年3月にアルバム『黄昏めもりい』、シングル「ひとり寝のララバイ」を同時リリース。アルバム収録曲の「どうぞこのまま」が有線放送から人気に火が付き、急きょシングルカットされ同年7月にリリースされると、秋から翌年にかけての80万枚を超えるロングヒットとなった。このヒットにより1970年代後半にニューミュージックと呼ばれたジャンルで、荒井由実らとともに女性シンガーソングライターの台頭を示す存在になった。「どうぞこのまま」の大ヒットは22、23歳の頃だったが、自作曲のため、巨額の印税が転がり込み、六畳一間の一人暮らしから、原宿に引っ越し、母親孝行でアメリカ旅行に行き、自身と母と一台ずつ車を買った。キングレコードには1978年まで所属（実質約2年間）し、アルバム5タイトル（ベスト盤含む）、シングル6タイトルをリリースした。当時は“学園祭の女王”と呼ばれる。1978年、音楽プロデューサーの佐藤準と結婚。当時は売れていたため周りは真っ青になったという。翌1979年7月に第一子（サトウレイ）を出産。約一年間休養し、山口百恵や、岩崎宏美、桜田淳子、石野真子、杏里らに作品提供。
1980年代に入ると、ビクター、トーラスレコードに所属してアルバム5タイトル、シングル6タイトルをリリースした。トーラス時代の1983年には後述のようにテレビドラマの主題歌を2曲リリース。子供の成長もあって1984年、浜田省吾のカバーシングル「片想い」のリリースを最後に活動を休止した。佐藤準が浜田のアルバム制作に参加していたことと、浜田の結婚式と自身の結婚式が1日違いという縁もあり、交流があったという。
1993年、第二子を出産後、夫の佐藤準も猛烈に忙しい時期で関係が悪化、調停の末離婚が成立。二人の子供と3人暮らしを始める。その時期に体調が悪化、1995年、病院を受診したところ卵巣に大きな腫瘍が見つかり摘出手術を受けた。結果は幸いにも「良性の卵巣嚢腫」だったが、1か月に及ぶ術後の入院生活のあいだに今後の2子との生活や歌手活動について考える機会となった。丸山の素性を知った入院患者でミュージシャン志望の女性から音楽の指導を乞われたのがきっかけとなり、退院後は指導者としての道が開けた。個人レッスンや音楽専門学校の講師などを経て、2009年から新設された、洗足学園音楽大学ロック&ポップスコースの立ち上げから関り、客員教授に就任した。丸山は両親とも教員であり、「教育者としての遺伝子」が覚醒したのかもしれない、としている。2025年3月に定年を迎え退任。「丸山塾」と称する新たな個人レッスンを開始した。
1996年から本格的に音楽活動を再開。1999年には、丸山と太田裕美、須藤薫、水越けいこによるジョイントコンサート「MAMA's MUSIC PIE」をプロデュースして同年9月に開催した（於、ON AIR EAST）。2000年代以降、アルバム制作やライブ活動も精力的にこなしている。
2009年12月31日、『第42回年忘れにっぽんの歌』（テレビ東京）に生出演。
2020年代に入り、ビクター時代のアルバム『MISS LONELY』、『MORE・愛』の初CD化とネット配信開始、トーラス時代のアルバム『誰かが私を愛してる～LADY-GOOD』、『XANTHIPPE』のCD化、さらに、デビュー50周年記念としてキングレコード在籍中の全アルバムのネット配信開始と、レコード時代の楽曲のデジタル化が相次いでいる。
丸山圭子といえばキングレコード時代の大ヒット曲「どうぞこのまま」のイメージが強かったが、近年はシティポップブームによってビクター、トーラス時代の楽曲も再評価されている。

## ディスコグラフィ

### シングル
| 発売日                 | 規格品番         | 面               | タイトル                             | 作詞             | 作曲             | 編曲              |
| エレックレコード       | エレックレコード | エレックレコード | エレックレコード                     | エレックレコード | エレックレコード | エレックレコード  |
| ---------------------- | ---------------- | ---------------- | ------------------------------------ | ---------------- | ---------------- | ----------------- |
| 1972年11月20日         | EB-1008          | A                | 心の中の                             | 丸山圭子         | 丸山圭子         |                   |
| 1972年11月20日         | EB-1008          | B                | 昨日あなたと                         | 丸山圭子         | 丸山圭子         |                   |
| キングレコード         |                  |                  |                                      |                  |                  |                   |
| 1976年3月5日           | BS-8016          | A                | ひとり寝のララバイ                   | 丸山圭子         | 丸山圭子         | 瀬尾一三          |
| 1976年3月5日           | BS-8016          | B                | RHAPSODY IN BLUE                     | 丸山圭子         | 吉川忠英         | 吉川忠英          |
| 1976年7月5日           | GK-8004          | A                | どうぞこのまま                       | 丸山圭子         | 丸山圭子         | 青木望            |
| 1976年7月5日           | GK-8004          | B                | Bye-bye                              | 丸山圭子         | 丸山圭子         | 吉川忠英          |
| 1977年4月20日          | GK-8015          | A                | あなたにつつまれて                   | 丸山圭子         | 丸山圭子         | 青木望            |
| 1977年4月20日          | GK-8015          | B                | 紙吹雪                               | 丸山圭子         | 丸山圭子         | 吉川忠英 青木望   |
| 1977年9月5日           | GK-8036          | A                | ふたりの砂時計                       | 丸山圭子         | 丸山圭子         | 佐藤準            |
| 1977年9月5日           | GK-8036          | B                | IN MY DREAMS                         | 丸山圭子         | 丸山圭子         | 佐藤準            |
| 1977年12月5日          | GK-8046          | A                | ハニー・デート                       | 丸山圭子         | 丸山圭子         | 佐藤準            |
| 1977年12月5日          | GK-8046          | B                | シーサイド・ホテル                   | 丸山圭子         | 丸山圭子         | 佐藤準            |
| 1978年6月20日          | GK-8055          | A                | 恋めぐり                             | 丸山圭子         | 丸山圭子         | 佐藤準            |
| 1978年6月20日          | GK-8055          | B                | ウィスキー・ボン・ボン               | 丸山圭子         | 丸山圭子         | 佐藤準            |
| ビクター音楽産業 / Zen |                  |                  |                                      |                  |                  |                   |
| 1980年3月20日          | ZEN-10           | A                | ザ・スーパー・マジシャン             | 丸山圭子         | 丸山圭子         | 佐藤準            |
| 1980年3月20日          | ZEN-10           | B                | ミルキー・モーニング                 | 丸山圭子         | 丸山圭子         | 佐藤準            |
| 1980年9月20日          | ZEN-501          | A                | ミス・ロンリー                       | 丸山圭子         | 丸山圭子         | 佐藤準            |
| 1980年9月20日          | ZEN-501          | B                | ロックンロールを歌わせて             | 丸山圭子         | 丸山圭子         | 佐藤準            |
| 1981年2月20日          | ZEN-505          | A                | 愛はメッセージ                       | なかもと拓       | 丸山圭子         | 佐藤準            |
| 1981年2月20日          | ZEN-505          | B                | MORE                                 | 丸山圭子         | 佐藤準           | 佐藤準            |
| Taurus                 |                  |                  |                                      |                  |                  |                   |
| 1983年3月5日           | 07TR-1028        | A                | ガラスの森                           | 丸山圭子         | 丸山圭子         | 小笠原寛          |
| 1983年3月5日           | 07TR-1028        | B                | 酔いにまかせて                       | 丸山圭子         | 丸山圭子         | 小笠原寛          |
| 1983年6月20日          | 07TR-1042        | A                | ラ・ムール                           | 丸山圭子         | 筒美京平         | 小笠原寛          |
| 1983年6月20日          | 07TR-1042        | B                | 愛すればなお悲しく                   | 丸山圭子         | 筒美京平         | 小笠原寛          |
| 1984年7月20日          | 07TR-1071        | A                | 片想い                               | 浜田省吾         | 浜田省吾         | 佐藤準            |
| 1984年7月20日          | 07TR-1071        | B                | 夢のつれづれ                         | 丸山圭子         | 丸山圭子         | 小笠原寛          |
| KAZE LABEL             |                  |                  |                                      |                  |                  |                   |
| 2011年10月25日         | (CD)             | A                | Sometime Somewhere〜いつかどこかで〜 | 丸山圭子         | 丸山圭子         | 丸山圭子 Ray Sato |
| 2011年10月25日         | (CD)             | B                | 足跡                                 | 丸山圭子         | 丸山圭子         | 丸山圭子 Ray Sato |

### アルバム

#### オリジナルアルバム
| 発売日                 | アルバム                       | 規格             | 規格品番         | 備考                                                              |
| エレックレコード       | エレックレコード               | エレックレコード | エレックレコード | エレックレコード                                                  |
| ---------------------- | ------------------------------ | ---------------- | ---------------- | ----------------------------------------------------------------- |
| 1972年11月1日          | そっと私は                     | LP               | ELEC-2014        |                                                                   |
| 1994年6月17日          | そっと私は                     | CD               | FLCF-3516        | フォーライフ・レコードより再発                                    |
| 2006年4月26日          | そっと私は                     | CD（紙ジャケ）   | VPCC-84545       | バップより再発                                                    |
| 2013年10月23日         | そっと私は                     | CD               | WPCL-11558       | 2013年デジタルリマスター盤 ワーナーミュージック・ジャパンより再発 |
| キングレコード         |                                |                  |                  |                                                                   |
| 1976年3月5日           | 黄昏めもりい                   | LP               | SKD-1036         |                                                                   |
| 1978年                 | 黄昏めもりい                   | LP               | SKA-1020         |                                                                   |
| 1994年2月5日           | 黄昏めもりい                   | CD               | KICS-8001        |                                                                   |
| 2002年9月4日           | 黄昏めもりい                   | CD               | KICX-7110        | ボーナス・トラック入                                              |
| 2012年2月22日          | 黄昏めもりい                   | CD（紙ジャケ）   | KICS-91750       | 2012年デジタルリマスター盤                                        |
| 1977年3月5日           | 春しぐれ                       | LP               | SKA-1001         |                                                                   |
| 2012年2月22日          | 春しぐれ                       | CD（紙ジャケ）   | KICS-91751       | 2012年デジタルリマスター盤 ボーナス・トラック入                   |
| 1977年12月5日          | MY POINT OF VIEW               | LP               | SKA-1019         |                                                                   |
| 2012年2月22日          | MY POINT OF VIEW               | CD（紙ジャケ）   | KICS-91752       | 2012年デジタルリマスター盤 ボーナス・トラック入                   |
| 1978年6月21日          | 裸足で誘って                   | LP               | SKS-1010         |                                                                   |
| 1994年2月5日           | 裸足で誘って                   | CD               | KICS-8002        |                                                                   |
| 2012年2月22日          | 裸足で誘って                   | CD（紙ジャケ）   | KICS-91753       | 2012年デジタルリマスター盤                                        |
| ビクター音楽産業 / Zen |                                |                  |                  |                                                                   |
| 1980年3月20日          | やさしさの香り                 | LP               | ZEN-1013         |                                                                   |
| 1980年10月5日          | MISS LONELY                    | LP               | ZEN-5002         |                                                                   |
| 2021年6月23日          | MISS LONELY                    | CD               | VICL-65532       |                                                                   |
| 1981年3月20日          | MORE・愛                       | LP               | ZEN-5004         |                                                                   |
| 2021年10月20日         | MORE・愛                       | CD               | VICL-65609       |                                                                   |
| Taurus                 |                                |                  |                  |                                                                   |
| 1983年3月5日           | 誰かが私を愛してる〜LADY GOOD  | LP               | 28TR-2016        |                                                                   |
| 1995年4月26日          | 誰かが私を愛してる〜LADY GOOD  | CD               | TACX-2449        |                                                                   |
| 2022年8月31日          | 誰かが私を愛してる〜LADY GOOD  | CD               | UPCY-90107       | ユニバーサル ミュージックより再発                                 |
| 1983年7月5日           | XANTHIPPE                      | LP               | 28TR-2026        |                                                                   |
| 2022年8月31日          | XANTHIPPE                      | CD               | UPCY-90108       | ユニバーサル ミュージックより再発                                 |
| プライエイド           |                                |                  |                  |                                                                   |
| 2001年5月23日          | ただひとりのあなたへ           | CD               | WECM-2004        |                                                                   |
| ポニーキャニオン       |                                |                  |                  |                                                                   |
| 2009年2月18日          | Inside My Love                 | CD               | PCCA-02860       |                                                                   |
| SPACE SHOWER MUSIC     |                                |                  |                  |                                                                   |
| 2015年9月2日           | 傍らの愛                       | CD               | XQGF-1008        |                                                                   |
| 2018年2月21日          | レトロモダン〜誘い             | CD               | XQGF-1010        |                                                                   |
|                        |                                |                  |                  |                                                                   |
| 2022年9月25日          | On Your Side～Love Piano Songs | CD               | KM-0001          |                                                                   |

#### カバー・アルバム
| 発売日        | アルバム                   | レーベル                       | 規格 | 規格品番   |
| ------------- | -------------------------- | ------------------------------ | ---- | ---------- |
| 2014年1月29日 | COVERS BEST 〜Now & Then〜 | ワーナーミュージック・ジャパン | CD   | WPCL-11702 |

#### ベスト・アルバム
| 発売日         | アルバム                                     | レーベル                                 | 規格           | 規格品番    |
| -------------- | -------------------------------------------- | ---------------------------------------- | -------------- | ----------- |
| 1977年11月25日 | 花紋様 丸山圭子'73〜'74                      | 東宝レコード / Tam                       | LP             | AX-5805     |
| 2012年7月5日   | 花紋様 丸山圭子'73〜'74                      | BRIDGE                                   | CD（紙ジャケ） | BRIDGE-206  |
| 2021年6月23日  | 花紋様 丸山圭子'73〜'74                      | BRIDGE                                   | CD             | BT-206      |
| 1978年11月5日  | KEIKO～丸山圭子ベスト・アルバム              | キングレコード                           | LP             | SKS-1019    |
| 2012年2月22日  | KEIKO～丸山圭子ベスト・アルバム              | キングレコード                           | CD             | KICS-91754  |
| 1980年         | ベストコレクション                           | キングレコード                           | LP（2枚組）    | SKW-1025/6  |
| 1982年         | どうぞこのまま                               | キングレコード                           | LP             | K22A-308    |
| 1987年3月21日  | どうぞこのまま                               | キングレコード                           | CD             | K32X-149    |
| 1985年2月1日   | ヴィンテージ・ワイン                         | Taurus                                   | CD             | DS160920-38 |
| 1986年10月21日 | ベスト・アルバム                             | アポロン                                 | CD             | BY32-19     |
| 1989年4月21日  | カタログ・コレクション BEST                  | Taurus                                   | CD             | TACX-2307   |
| 1992年9月30日  | for your Good Days                           | Taurus                                   | CD             | TACX-2371   |
| 1996年11月21日 | SPECIAL 1800                                 | Taurus                                   | CD             | TACX-9003   |
| 1999年4月21日  | ベスト・アルバム                             | バンダイ・ミュージックエンタテインメント | CD             | APCA-1084   |
| 1999年11月26日 | コレクション                                 | キングレコード                           | CD             | KICX-7080   |
| 2001年2月21日  | ベスト撰集                                   | 角川書店 / アイネットワーク              | CD             | EWCC-86021  |
| 2006年8月26日  | All For Your Love 〜Live Selection 1976-2006 | サウンドフォルテ                         | CD             | SFJP-1004   |
| 2011年12月7日  | 丸山圭子 パーフェクト・ベスト                | キングレコード                           | CD             | KICS-1729   |
| 2014年8月27日  | Light Mellow 丸山圭子                        | キングレコード                           | CD             | KICS-3094   |

### タイアップ一覧
| 曲名       | タイアップ                                            | 収録作品               |
| ---------- | ----------------------------------------------------- | ---------------------- |
| ガラスの森 | MBS・TBS系TVドラマ 木曜座『誰かが私を愛してる』挿入歌 | シングル「ガラスの森」 |
| ラ・ムール | フジTV系 平岩弓枝ドラマシリーズ『湖水祭』主題歌       | シングル「ラ・ムール」 |

## 主な提供楽曲
- 麻丘めぐみ
  - 夢のつづき（1984年、作詞）

- 石川ひとみ
  - 夕暮れて（1981年、作詞・作曲） ※作曲は佐藤準との共作。

- 石野真子
  - フルーツ・ベイビー（1979年、作詞・作曲）
  - シルバー・ムーン（1979年、作詞・作曲）

- 岩崎宏美
  - 季節のかほり（1978年、作詞・作曲）

- 香坂みゆき
  - FREAKY FRIDAY（1978年、作詞・作曲）
  - 恋のシーソー・ゲーム（1978年、作詞・作曲）

- 沢田亜矢子
  - 今宵二人で（1981年、作詞）
  - 霧に濡れた朝（1981年、作詞）

- 大地真央
  - Strange Affair（1982年、作詞）

- 高田みづえ
  - マイ・オンリー・ロンリー・ボーイ（1982年、作詞）

- 多岐川裕美
  - マリン・ラヴ・アゲイン（1983年、作詞・作曲）
  - 午前5時前に（1983年、作詞・作曲）

- 田中好子
  - 誘ってLOVER BOY（1984年、作詞・作曲）
  - Feel My Love Inside（1984年、作詞・作曲）

- 南沙織
  - 木枯しの精（1977年、作詞・作曲）
  - つぶやき（1977年、作詞・作曲）

- 山口百恵
  - 水鏡（1978年、作詞・作曲）
  - 空蝉（1978年、作曲）

- 由紀さおり
  - シングル・ナイト（1983年、作詞・作曲）
  - 琥珀色の悲しみ（1983年、作詞・作曲）

## 著書
- 「どうぞこのまま」(小径社) 2014年 ISBN 9784905350033

＊「丸山圭子の作詞作曲・自由自在」(言視舎)2020年

## 出演

### ラジオ
- キョーリンヘルスフォーク・圭子のソネット（1973年1月 - 1975年7月、ラジオ関東）[1]
- 丸山圭子と小山文彦の〜音楽はマルチビタミン（2020年4月4日[36] - 9月26日[37]、クローバーラジオ）

### 書籍
- 写真集 五線譜に舞う女たち ニューミュージック叙情詩の世界（共同通信社、1980年12月15日）
- 週刊プレイボーイ （集英社、1977年1月11日号 No.2）-モノクログラビア
- 週刊プレイボーイ （集英社、1977年10月11日号 No.41）-グラビア